# Olympia 86
Albums de Pierre Bachelet
En l'an 2001 Vingt ans
Olympia 86 est le 2e album enregistré en public de Pierre Bachelet sorti en 1986 chez AVREP.
Il contient des extraits des concerts donnés à l'Olympia, à Paris, en 1986, à la suite de la parution des albums Marionnettiste et En l'an 2001.

## Liste des titres
| No  | Titre                  | Paroles          | Musique                     | Durée |
| --- | ---------------------- | ---------------- | --------------------------- | ----- |
| 1.  | Intro                  |                  | Pierre Bachelet             | 2:24  |
| 2.  | Les petites gens       | Jean-Pierre Lang | Pierre Bachelet             | 4:07  |
| 3.  | Vivre                  | Jean-Pierre Lang | Pierre Bachelet             | 3:42  |
| 4.  | Mais chez elle         | Jean-Pierre Lang | Pierre Bachelet             | 4:58  |
| 5.  | Mais moi j'ai rien dit | Jean-Pierre Lang | Pierre Bachelet             | 3:50  |
| 6.  | Emmanuelle             | Pierre Bachelet  | Pierre Bachelet - Hervé Roy | 3:57  |
| 7.  | La chanson du bon Dieu | Jean-Pierre Lang | Pierre Bachelet             | 3:59  |
| 8.  | Cœur de goéland        | Jean-Pierre Lang | Pierre Bachelet             | 3:50  |
| 9.  | Le No man's land       | Jean-Pierre Lang | Pierre Bachelet             | 5:18  |
| 10. | La fille solitaire     | Jean-Pierre Lang | Pierre Bachelet             | 4:56  |
| 11. | Elle est d'ailleurs    | Jean-Pierre Lang | Pierre Bachelet             | 3:37  |
| 12. | Découvrir l'Amérique   | Jean-Pierre Lang | Pierre Bachelet             | 6:13  |
| 13. | Sans amour             | Jean-Pierre Lang | Pierre Bachelet             | 4:10  |
| 14. | Marionnettiste         | Jean-Pierre Lang | Pierre Bachelet             | 5:07  |
| 15. | Les Corons             | Jean-Pierre Lang | Pierre Bachelet             | 5:18  |
| 16. | En l'an 2001           | Jean-Pierre Lang | Pierre Bachelet             | 7:19  |